# الستر مکینتایر
اَلستر مکینتایر (انگلیسی: Alastair McIntyre؛ ‏ ۲ آوریل ۱۹۲۷ – ۱ مهٔ ۱۹۸۶) تدوین‌گر اهل بریتانیا بود.
از فیلم‌هایی که وی در آن‌ها نقش داشته‌است، می‌توان به ماجراهای ژرار، تِـس، مکبث، ببوس ولی گازم نگیر، بن‌بست و انزجار اشاره نمود.